# Lookalike Peaks
Lookalike Peaks (englisch für Doppelgänger-Gipfel) sind zwei Berge mit abgeflachtem Gipfel auf der westantarktischen James-Ross-Insel. Sie ragen 2 km südwestlich des Smellie Peak am nördlichen Ausläufer des Stickle Ridge auf.
Das UK Antarctic Place-Names Committee benannte sie 2006 nach ihrem nahezu identischen geologischen Profil.